# Luigi Donato (pittore)
Luigi Donato (fl. XV-XVI secolo) è stato un pittore italiano attivo tra la fine del XV e l'inizio del XVI secolo.
Noto per le pale d'altare, fu attivo a Como e nei dintorni.

## Biografia
Secondo Luigi Lanzi, fu putativamente allievo di Vincenzo Civerchio (1470 ca. - 1544 ca.). Intorno al 1495, Donato dipinse un grande polittico, di cui oggi rimane l'Ancona di Moltrasio.